# Julie Jesneck
Julie Jesneck (Verenigde Staten, 19??) is een Amerikaanse actrice. Jesneck is het meest bekend door haar rol in het computerspel Red Dead Redemption 2 uit 2018 waar ze de motion capture van het personage Mary Linton verzorgde. Ook speelde Jesneck in de series Law & Order uit 2008, The Affair uit 2014, en Person of Interest uit 2015.

## Filmografie

### Films
Inclusief korte films
| Jaar | Titel           | Rol              |
| ---- | --------------- | ---------------- |
| 2009 | Feeling Tall    | Girl on Corner   |
| 2011 | Fishy Business  | Missy            |
| 2017 | Assisted Living | Attorney Wallace |
| N/A  | Pulling Wool    | Money Dom        |

### Series
| Jaar | Titel              | Rol                       |
| ---- | ------------------ | ------------------------- |
| 2008 | Law & Order        | TARU Tech Samantha Grimes |
| 2014 | The Affair         | Young Mother              |
| 2015 | Person of Interest | Laura                     |

### Computerspellen
| Jaar | Titel                 | Rol         |
| ---- | --------------------- | ----------- |
| 2018 | Red Dead Redemption 2 | Mary Linton |